# Jerusalem du helga stad
Jerusalem du helga stad är en tysk psalm skriven av Nikolaus Selnecker och som bygger på Psaltaren 147. Psalmen översattes till svenska och fick titeln "Jerusalem du helga stad".

## Publicerad i
- 1572 års psalmbok med titeln JErusalem tu helghe stadh under rubriken "Någhra Davidz Psalmer".[2]

- Göteborgspsalmboken under rubriken "Om Gudz Ord och Försambling".[3]
- Den svenska psalmboken 1694 som nummer 125 under rubriken "Konung Davids Psalmer".
- 1695 års psalmbok som nummer 109 under rubriken "Konung Davids Psalmer".[1]